# مكيال المكارم في فوائد الدعاء للقائم
مكيال المكارم في فوائد الدعاء للقائم هو كتاب من تأليف رجل الدين الشيعي الإيراني محمد تقي الإصفهاني، كتبه باللغة العربيَّة، وقد ألَّفه «لذكر فوائد الدعاء للقائم  وما ورد في الأدعية له ولفرجه وما يتقرب به إليه، وقد جمع فيه أدعية كثيرة جليلة من الكتب المفيدة، وذكر فيه من الآداب والفوائد أو الجهات الموجبة للدعاء له والآثار المترتبة عليه، والأوقات والحالات والأماكن التي يتأكد فيها الدعاء».

## مختصراته وترجماته
- جعل نفس مؤلِف أصل الكتاب ملخَّصاً ومختصراً باللغة الفارسية لكتابه بعنوان كنز الغنائم في فضل الدعاء للحجة القائم.[2]

- ترجمه مهدي الحائري القزويني إلى الفارسية.[3]
- ترجمه أطهر حسين الرضوي إلى الإنگليزية.

## اقرأ أيضاً
- النجم الثاقب في أحوال الإمام الغائب